# 외남초등학교
외남초등학교는 대한민국 경상북도 상주시 외남면 흔평리에 있는 공립 초등학교이다.

## 학교 연혁
- 1929년 9월 10일 외남공립보통학교(4년제) 개교(2학급)설립인가 5월 22일
- 1938년 4월 1일 외남공립심상소학교 개칭[1](3학급)
- 1939년 4월 1일 6년제 연장 인가
- 1941년 4월 1일 외남공립국민학교 개칭[2](6학급)
- 1981년 3월 1일 병설유치원 개원
- 1996년 3월 1일 외남초등학교로 개칭[3]
- 1999년 9월 1일 삼남분교장 편입
- 2013년 2월 28일 삼남분교장 통합
- 2018년 9월 1일 제29대 조용태 교장 부임
- 2019년 2월 15일 제87회 졸업식(총 5,701명)
- 2019년 3월 1일 7학급(특수 1학급포함) 편성

## 학교 상징
- 우리 학교 꽃 - 목련 : 순결하게 자람
- 우리 학교 나무 - 은행나무 : 알찬 삶의 의욕을 찾는 기상

## 참고 자료
- 외남초등학교 - 한국교육학술정보원 학교알리미